# Bittacus tuxeni
Bittacus tuxeni är en näbbsländeart som beskrevs av George W. Byers 1975. Bittacus tuxeni ingår i släktet Bittacus och familjen styltsländor. Inga underarter finns listade i Catalogue of Life.